# Молотков Володимир Михайлович
Молотко́в Володи́мир Миха́йлович (рос. Владимир Михайлович Молотков; 29 червня 1922, Москва — 12 грудня 1943, Черкаси) — червоноармійський офіцер лейтенант, Герой Радянського Союзу, в роки німецько-радянської війни командир взводу управління артилерійської батареї 849-го артилерійського полку 294-ї стрілецької дивізії 52-ї армії 2-го Українського фронту.

## Нагороди, пам'ять
Указом Президії Верховної Ради СРСР від 22 лютого 1944 року за зразкове виконання бойових завдань командування на фронті боротьби з нацистськими окупантами і проявлені при цьому мужність і героїзм лейтенанту Молоткову Володимиру Михайловичу присвоєно звання Героя Радянського Союзу (посмертно). Член КПРС з 1943 року (посмертно). Нагороджений орденом Леніна, медаллю.
Вулиця міста Черкаси, а також московські школи № 585 і № 9 носять ім'я Героя.